# 行政法院

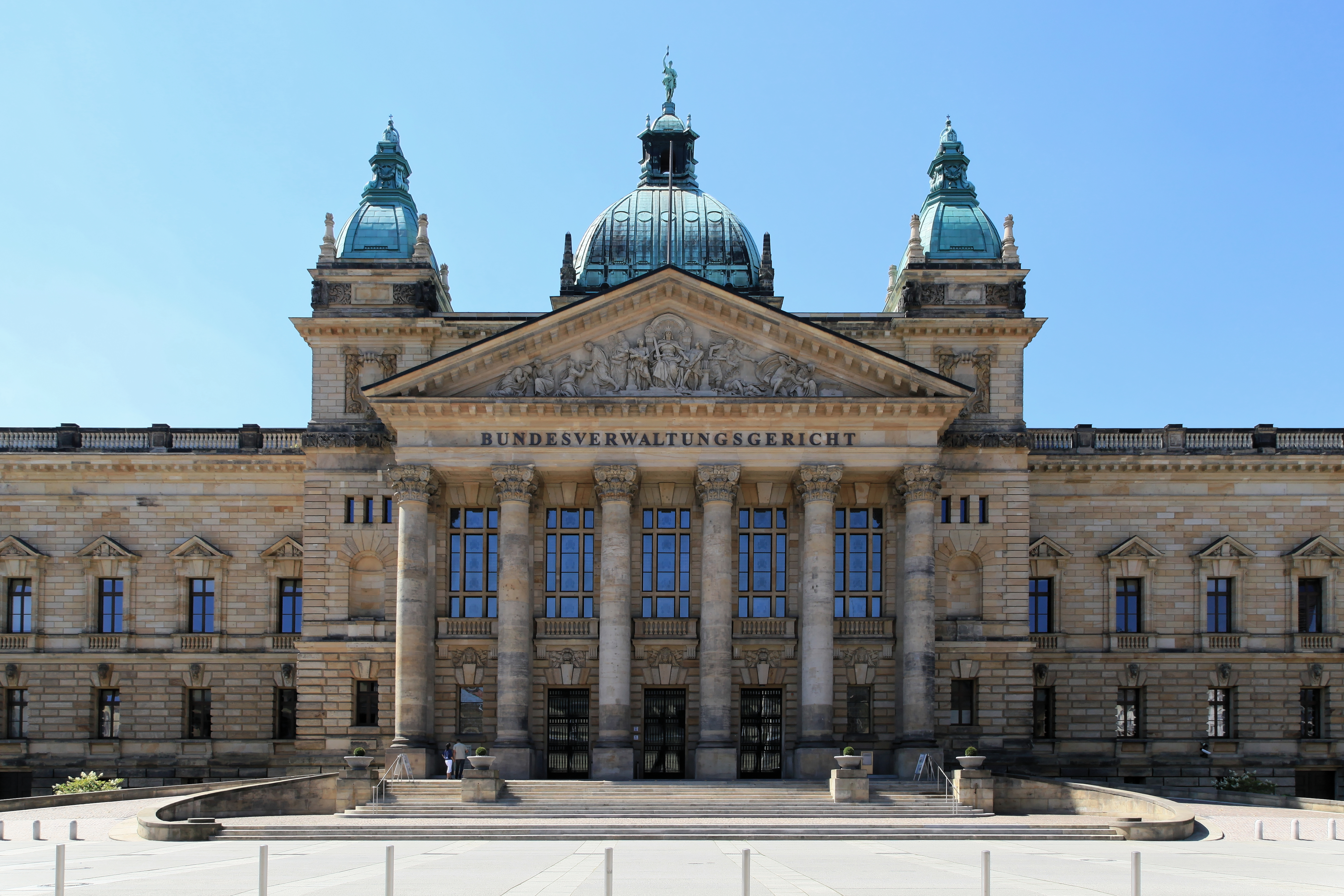
德國聯邦最高行政法院

行政法院（英語：Administrative court）是專門審理行政訴訟的法院，是大陸法系獨有法院類型。英美法系下人民與政府間的紛爭由普通法院進行司法覆核，制度上與民事訴訟無甚差別，沒有另設「行政訴訟」制度，只有大陸法系下才會設置行政法院專責審理行政訴訟事件。

## 另見
- 行政法
- 司法覆核